# 人民报 (美国)
《人民報》是一份免費發放的中文報紙，並且為非營利組織。《人民報》主要報導中國共產黨的貪污腐敗、中國國內發生的人權侵犯等消息，並經常刊登支持法輪功的文章。至今為止《人民報》在美國等地發行，並於2000年開設了中文網站。
《人民報》網站的首頁曾使用與《人民日報》相同的字體作為標誌，但現用標誌的字體已更換為隸書體。